# Kōban
Kōban (交番 kōban) (âm Hán Việt: giao phiên) là tên gọi những đồn hay điếm canh của cảnh sát khu vực tại Nhật Bản. Kōban cũng là đơn vị tổ chức nhỏ nhất trong hệ thống cảnh sát Nhật Bản ngày nay. Tính đến năm 2007, có khoảng 6.000 điếm canh trên khắp Nhật Bản.

Ký hiệu chính thức cho Kōban trên các bản đồ của Nhật Bản

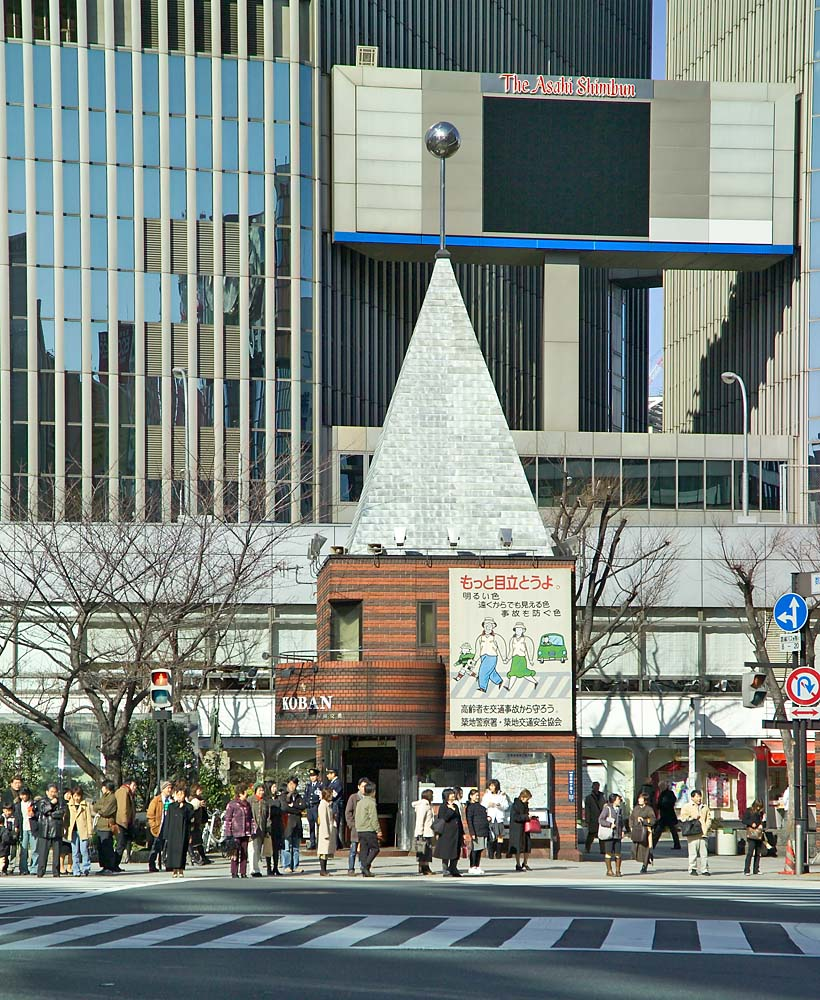
Một kōban tại quận Ginza, Tokyo

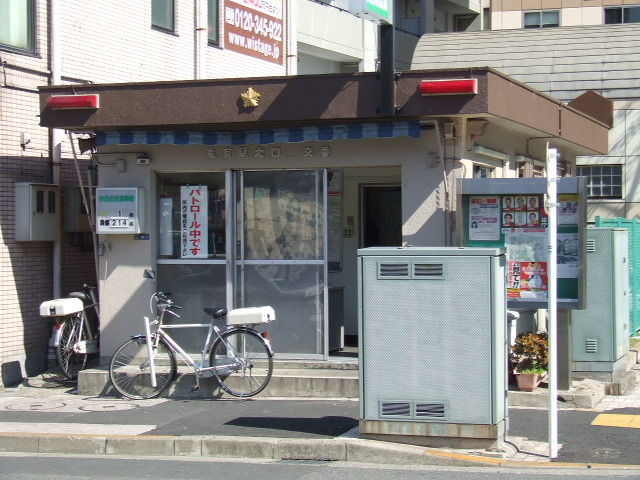
Kōban tại Kameari, Katsushika, Tokyo – hình mẫu cho kōban trong manga Kochira Katsushika-ku Kameari Kōen-mae Hashutsujo

Theo từ nguyên thì kōban (giao phiên) có nghĩa là "thay phiên canh gác". Kể từ năm 1990 trở đi nhiều kōban được tân trang và ghi thêm bảng hiệu bằng chữ rōmaji: "Koban" để người ngoại quốc dễ nhận diện hơn.

## Tổng quan
Một kōban điển hình thường có hai tầng có cảnh sát túc trực. Con số di dịch từ 1 đến hơn 10 cảnh sát viên. Cảnh sát trong những đồn này có nhiệm vụ chỉ đường, giám sát, và lập tức phản ứng trong những trường hợp khẩn cấp. Ngoài ra vì điếm canh đặt hòa nhập vào cộng đồng địa phương nên cảnh sát viên có thể giao tiếp thân mật với dân chúng trong khi những đồn cảnh sát lớn hơn có thế khó cho người dân tiếp cận.